# 紀州レンジャーズ
紀州レンジャーズ（きしゅうレンジャーズ、Kishu Rangers）は、2008年に和歌山県に発足した野球チーム。クラブチームとしてスタートし、2009年から2013年まで関西独立リーグに加盟していた。リーグ発足当初から続けてリーグ戦に参加している唯一のチームであった。しかし、他球団との方針の相違により、2013年12月12日に脱退した。
脱退の際に2014年からはクラブチームに戻る方針を表明したものの、実際には活動を休止した。運営母体はスポーツクラブを主催する形で存続したが、2017年3月末で活動を停止した。

## 概要
2008年に将来の独立リーグ加入（プロ化）を前提にクラブチームとして発足した。運営母体は株式会社として発足したが、のちに特定非営利活動法人（NPO）に変更された。
チーム名は、和歌山県のローカルヒーローである紀ノ國戦隊紀州レンジャーに由来している。
独立リーグ時代の使用球場は、和歌山県営紀三井寺野球場を本拠とし、ほかに和歌山県内の田辺市立市民球場（2012年度に閉鎖解体）、御坊総合公園野球場、上富田スポーツセンター野球場、貴志川スポーツ公園野球場、湯浅城公園なぎの里球場、くろしおスタジアム、そして三重県の「東紀州」に位置する山崎運動公園くまのスタジアム（熊野市）であった。　

## 設立の経緯
有田市出身の元プロ野球選手の木村竹志（旧名・石井毅）が理事長を務める和歌山野球振興協会・夢クラブをはじめとした県内の3つのNPO法人が、木村を委員長とする設立準備委員会を設立し、2007年12月3日に記者会見を開いて構想を発表した。それによると、和歌山県営紀三井寺野球場を本拠地とし、新たにNPO法人を発足させて運営に当たるとしていた。2008年は準備期間としてクラブチームで活動し、選手に対しては2009年度以降は給料として月20万円（2月～10月までの9ヶ月間）を支給する予定とされた。監督は木村委員長、和歌山市出身で元広島東洋カープの井上紘一がコーチを務めることも発表された。
チームの設立構想が表明された段階では関西独立リーグ構想が明らかになっていなかったため、四国・九州アイランドリーグもしくはベースボール・チャレンジ・リーグ（BCリーグ）に加入することもあり得るとしていた。
2008年6月に運営母体となる「株式会社紀州レンジャーズ」の設立とその役員人事が公表された。

## 歴史
前節に記したように、所属リーグ未定の状態から関西独立リーグ設立に応じて加入したが、リーグの経営危機の発覚（運営会社の撤退）から三重スリーアローズの離脱を経て、実質的にリーグ運営の中心となった。しかし、後から参入した兵庫ブルーサンダーズが、既存の高校・大学野球部の枠に縛られない選手育成（学校法人芦屋学園との連携）を進めようとしたことに木村竹志が反発し、兵庫に賛同する06BULLSも含めた全球団が脱退する形でリーグは解散した。当球団は全期間にわたってリーグに所属した唯一の球団であった。
なお、袂を分かつ形で兵庫と06が設立したBASEBALL FIRST LEAGUE（現・さわかみ関西独立リーグ）は、2017年度から田辺市を本拠とする和歌山ファイティングバーズを参入させることを2016年6月に発表し、予定通り2017年よりリーグ戦に参加している（2022年12月に和歌山ウェイブスに改称）。

### 年表
- 2007年12月3日 - 木村竹志らが構想を発表。
- 2008年
  - 1月9日 - 第1回のセレクションを実施。
  - 2月9日 - 第2回のセレクションを実施。2回のセレクションで合計24名が合格した。うち女性2名を含む19名が契約。
  - 3月6日 - 関西独立リーグの構想が発表され、紀州レンジャーズが加盟予定であることが明らかになる。
  - 3月29日 - 最初の対外試合として、ベースボール・チャレンジ・リーグの富山サンダーバーズとの練習試合を実施（2-8で敗戦）。
  - 6月5日 - 関西独立リーグ記者会見で代表取締役など役員体制の発表がされた。
  - 11月16日 - リーグのドラフト会議にて12名を指名（うち2名が従来からの紀州レンジャーズ在籍者）。これとは別に継続契約となる選手は4名。他に2名が大阪、1名が神戸に移籍することが決まる。発足時に契約した女性選手は1名が8月に退団、残る1名も指名や継続契約の枠には含まれなかった。
  - 11月25日 - 来シーズンの監督に、和歌山県出身で元阪神タイガース監督・前福井ミラクルエレファンツ監督の藤田平の就任を発表。
- 2009年
  - 2月20日 - 竹下正造取締役兼任ゼネラルマネージャーが同リーグ神戸9クルーズに常務執行役として移籍。
  - 3月28日 - 関西独立リーグとしての公式戦の初戦を紀三井寺球場で開催。
  - 7月11日 - 前期終了。17勝17敗2分の勝率5割で3位。
  - 10月1日 - 初年度の公式戦終了。後期は13勝20敗3分で最下位であった。
  - 12月4日 - 退任した藤田平監督の後任として、木村代表が監督に復帰することを発表。監督としての登録名は現役時代の「石井毅」となる。
- 2010年
  - 6月17日 - 経営難のため選手の給料を6月分より全額カットすることが発表された。
  - 6月27日 - 前期終了。17勝15敗2分で2位。
  - 9月19日 - 2位明石との直接対決に勝ち、22勝7敗3分で初の後期優勝。
  - 9月25日 - チャンピオンシップで神戸に連敗し、年間チャンピオンの座を逃す。
- 2011年
  - 4月17日 - スプリングカップ終了。1勝2敗1分で4位。
  - 7月3日 - 前期終了。12勝9敗3分で2位。
  - 7月17日 - サマーカップ決勝戦で敗れ、準優勝。
  - 9月30日 - 後期終了。17勝6敗1分で2位。
- 2012年
  - 7月9日 - 前期終了。13勝17敗2分で4位。
  - 7月24日 - サマーカップで初優勝。
  - 10月22日 - 後期終了。12勝16敗4分で4位。
- 2013年
  - 7月12日 - 前期終了。11勝18敗3分で3位（最下位）。
  - 10月28日 - 後期終了。10勝20敗2分で3位（最下位）。
  - 12月12日 - 関西独立リーグからの脱退を発表した[8]。今後はクラブチームとして活動し、日本野球連盟への加入を目指すとしていた[9]。
- 2014年
  - 3月11日 - 公式ウェブサイトにおいて、今年度は活動を休止することを発表[10]。
- 2017年
  - 3月31日 - 運営母体が活動を停止[11]。

## 成績

### リーグ戦
| 年度 | 期 | 監督   | 順位 | 試合 | 勝利 | 敗戦 | 引分 | 勝率 | ゲーム差  |
| ---- | -- | ------ | ---- | ---- | ---- | ---- | ---- | ---- | --------- |
| 2009 | 前 | 藤田平 | 3    | 36   | 17   | 17   | 2    | .500 | 2.0       |
| 2009 | 後 | 藤田平 | 4    | 36   | 13   | 20   | 3    | .394 | 8.5       |
| 2010 | 前 | 石井毅 | 2    | 35   | 17   | 15   | 3    | .531 | 1.5       |
| 2010 | 後 | 石井毅 | 1    | 32   | 22   | 7    | 3    | .759 | （注）4.0 |
| 2011 | 前 | 石井毅 | 2    | 24   | 12   | 9    | 3    | .541 | 2.0       |
| 2011 | 後 | 石井毅 | 2    | 24   | 17   | 6    | 1    | .739 | 0.5       |
| 2012 | 前 | 石井毅 | 4    | 32   | 13   | 17   | 3    | .433 | 7.5       |
| 2012 | 後 | 石井毅 | 4    | 32   | 12   | 16   | 4    | .429 | 7.0       |
| 2013 | 前 | 石井毅 | 3    | 32   | 11   | 18   | 3    | .379 | 7.0       |
| 2013 | 後 | 石井毅 | 3    | 32   | 10   | 20   | 2    | .310 | 11.5      |

（注）2位とのゲーム差

### リーグチャンピオンシップ
- 2010年 - 0勝2敗（対戦は神戸9クルーズ）

### カップ戦
スプリングカップ
- 2011年　4位　1勝2敗1分

サマーカップ
- 2011年　準優勝
- 2012年　優勝

## 観客動員数など
関西独立リーグ参入初年度2009年の観客動員数は36試合15,412人（1試合平均428人）。1試合平均の入場者数はリーグ最少であった。財団法人和歌山社会経済研究所は2009年9月に、今後3年間でのレンジャーズによる経済波及効果を推計6億3300万円と算出した。
2010年の観客動員数は34試合で8,444人（1試合平均248人）。昨年度より落ち込んだが、その他のチームがこれ以上に落ち込んだためリーグトップ。
これまでの1試合での最多観客動員記録は2010年9月19日に行われた明石戦で2027人。

## 関西独立リーグ発足以前の試合
上記の通り、関西独立リーグに加盟する前のクラブチーム時代は木村代表が監督を務めていた。社会人クラブチームのほか、独立リーグのBCリーグや四国・九州アイランドリーグのチームとも練習試合を行った。
発足直後のBCリーグ2チームとの試合には敗戦したが、2008年7月2日の徳島インディゴソックス戦には5-3で勝利し、独立リーグのチームから初めて勝ち星を挙げた。

## マスコット
上記の紀ノ國戦隊紀州レンジャーを公式キャラクターとしていた。
このほか、紀州犬をモチーフとした非公式マスコットが存在していた。